# Saturnin Zawadzki
Saturnin Zawadzki (ur. 7 lipca 1923 w Radomiu, zm. 17 września 2003) – polski gleboznawca, profesor nauk rolniczych, przewodniczący Rady Naukowej Instytutu Agrofizyki Polskiej Akademii Nauk oraz Rady Naukowej Instytutu Melioracji i Użytków Zielonych.
Maturę zdawał już w warunkach okupacyjnych, przed Komisją Tajnego Nauczania w Lublinie. W 1942
roku podjął pracę w leśnictwie. Będąc członkiem ZWZAK wypełniał misję utrzymywania łączności z więźniami Majdanka, przekazując im przez robotników leśnych listy i inne przesyłki oraz odbierając grypsy do ich rodzin. W latach 1945–1947 pełnił służbę żołnierską w II Armii Wojska Polskiego. Zwolniony z wojska na własną prośbę, ukończył studia na Wydziale Rolnym UMCS w Lublinie, uzyskując w 1950 roku dyplom inżyniera i magistra nauk agrotechnicznych. W 1954 rozpoczął także pracę w Instytucie Melioracji i Użytków Zielonych, do którego w 1958 roku przeszedł na pełny etat otrzymując zadanie utworzenia Pracowni Gleboznawstwa Melioracyjnego. Był autorem prac dotyczących genezy, ewolucji i przekształceń hydrogenicznych gleb (m.in. Zarys charakterystyki gleb Polski, Gleboznawstwo).

## Odznaczenia
- Krzyż Kawalerski i Oficerski Polonia Restituta
- Zasłużony Nauczyciel PRL
- Medal Komisji Edukacji Narodowej
- Krzyż Partyzancki
- Krzyż Armii Krajowej
- Pośmiertnie przyznano mu też Krzyż Komandorski Orderu Odrodzenia Polski.

Jest pochowany na Cmentarzu Powązkowskim w Warszawie.